# Pseudomonacanthus peroni
Pseudomonacanthus peroni är en fiskart som först beskrevs av Hollard 1854.  Pseudomonacanthus peroni ingår i släktet Pseudomonacanthus och familjen filfiskar. Inga underarter finns listade i Catalogue of Life.